# هنری چاپو
هنری چاپو (انگلیسی: Henri Chapu; ۲۹ سپتامبر ۱۸۳۳ – ۲۱ آوریل ۱۸۹۱) مجسمه‌ساز، و قلم‌زن اهل فرانسه بود.
وی همچنین برندهٔ جوایزی همچون لژیون دونور (افسر) و جایزه بزرگ رم شده‌است.